# Каті-Каті
«Каті-Каті» (англ. Kati Kati) — кенійський драматичний фільм 2016 року режисера Мбіті Мася. Фільм — копродукція кінокомпаній One Fine Day Films і Ginger Ink. На Міжнародному кінофестивалі в Торонто 2016 року кінокартина отримала приз ФІПРЕССІ за найкращий фільм програми «Відкриття». Він був обраний для участі на здобуття премії «Оскар» як найкращий фільм іноземною мовою, але не потрапив в остаточний список.

## Сюжет
Не маючи ніяких спогадів про те, що сталося раніше, юна Калече з'являється посеред дикої природи. Вона прямує до Каті-Каті, сусіднього будиночка, де зустрічає різноманітних жителів на чолі з Тома. Вони повідомляють їй, що вона мертва і не зможе покинути Каті-Каті. Вона швидко стає «своєю» та разом вони насолоджуються розкішними розвагами Каті-Каті. Незабаром Калече розуміє, що загробне життя — це не тільки розваги та ігри, але кожен член групи, здається, все ще несе тягар свого минулого життя. Майкі, недавній випускник і любитель баскетболу з історією самопошкодження, бореться з тим, щоб залишити свою матір минулому. Коли він нарешті здатний відпустити її, Майкі залишає своє перебування в будиночку. Калече тепер цікавиться щодо очевидної можливості переходу. Вона розпитує усамітненого художника Кінга, колишнього священника, який загинув в результаті насильницького нападу. Калече дізнається про дивний стан, який робить мешканців будинків холодними, білими та безжиттєвими.
Калече розповідає Тома, що її шкіра почала біліти. Тома сперечається з Кінгом, звинувачуючи його в стані Калече та з'ясовує, що Кінг був убитий через помсту, оскільки він дозволив своїм парафіянам згоріти живцем за межами своєї церкви. Пізніше тієї ночі Калече знаходить Кінга, біля свого будинку, спалюючи свої речі, його шкіра була білою від голови до ніг, а очі почорніли. На жах і здивування Калече, Кінг йде прямо в темне нікуди, вже не пов'язане з Каті-Каті.
З моменту появи Калечі, вона зближалася з Тома, але коли виник інтимний момент, все різко закінчується. Під час групової сесії Грейс відкриває Калече, що Тома все знав, хто вона така, оскільки вони були одружені у своїх попередніх життях. Калече сперечається з Тома через те, що його пияцтво призвело до фатальної автокатастрофи. Решту мешканців повертається назад від одкровення Тома і вірять, що він стримував їх усіх. Протягнений розлюченим натовпом, Тома починає змирятися зі своєю долею, вважаючи, що він вже не може бути врятований. Калече проривається крізь натовп і обіймає його. Безмовний акт прощення дозволяє Тома знайти мир і перехід.

## У ролях
| Актор                    | Роль       |
| ------------------------ | ---------- |
| Ніокабі Гесайга          | Калече     |
| Елсафан Нджора           | Тома       |
| Пол Огола                | Майкі      |
| Пітер Кінг Мванія        | Кінг       |
| Фіделіс Намбура Мукундіа | Грейс      |
| Браян Огола              | Анто       |
| Мумбі Майна              | Джоджо     |
| Джейн Мурікі             | Бренда     |
| Самсон Хассан            | Білл       |
| Мугамбі Нтіга            | Тімо       |
| Мері Гачері              | Мама Майкі |
| Самуель Кіарі            | Диригент   |

## Основа
Після успіху повнометражного фільму «Душевний хлопчик» One Fine Day Films і кенійська кінокомпанія Ginger Ink співпрацювали з DW Akademie для розробки двомодульної навчальної ініціативи: One Fine Day Film Workshop. Перший модуль, подібний до класу «міні-кіношколи», поглиблює та розширює набір навичок та мову кінематографа вже практикуючих африканських режисерів. Це розширить перспективи, покаже можливі ризики та збільшить словниковий запас. Дбайливе ставлення до африканських історій і бажання дати можливість талановитим кінематографістам з континенту охопити більше число глядачів — для цього працює фільми One Fine Day Films. У 2012 році вийшов другий повнометражний фільм «Напіврозпад Найробі» Тоша Гітонги — перший кенійський кандидат на «Оскар». Мбіті Мася з Кенії, колишній студент програми 2010 року, був обраний для спільного написання сенарію та постановки наступного фільму «Каті-Каті». Ендрю Мунгай, також випускник навчального проєкту, був обраний оператором. У співпраці з Goehde Foundation, One Fine Day Films розробив курс музики до кінофільмів, на якому було складено музику для «Каті-Каті». Кенійські композитори, були запрошені до Кельна, щоб репетирувати разом з Jungle Orchester NRW.

## Сприйняття

### Критика
Фільм був схвально прийнятий критиками. На сайті Rotten Tomatoes рейтинг «свіжості» складає 100 % на основі 6 оглядів критиків із середньою оцінкою 8 з 10. Джастін Лоу з «Голлівуд репортер» відмітив: "Мбіті Мася обрав відповідний розмір для своєї інді-драми, концентруючи свій акторський склад в одному місці, яке має достатню різноманітність, щоб уникнути занадто значного візуального повторення. Недоліком цього підходу є те, що у фільмі мало показано яскравої навколишнього сільській місцевості, попри те, що Кенія є великим міжнародним туристичним напрямком. Сценарій несе в собі риси театрального підґрунтя співавтора Мугамбі Нтігі в частині сценічної презентації, але введення послідовностей фантазії та флешбеків знімає потенційну монотонність. KenyaBuzz виділила акторську майстерність трьох головних акторів, а також роботу оператора, хоча зазначила кілька недоліків, зокрема сценарій та недорозвиненість деяких персонажів.

### Номінації та нагороди
| Нагороди та номінації фільму «Каті-Каті» | Нагороди та номінації фільму «Каті-Каті» | Нагороди та номінації фільму «Каті-Каті»              | Нагороди та номінації фільму «Каті-Каті» | Нагороди та номінації фільму «Каті-Каті» | Нагороди та номінації фільму «Каті-Каті» |
| Рік                                      | Кінофестиваль/кінопремія                 | Категорія/нагорода                                    | Номінант                                 | Результат                                |                                          |
| ---------------------------------------- | ---------------------------------------- | ----------------------------------------------------- | ---------------------------------------- | ---------------------------------------- | ---------------------------------------- |
| 2016                                     | AFI Fest                                 | Нагорода глядачів                                     | Мбіті Мася                               | Номінація                                |                                          |
| 2016                                     | Міжнародний кінофестиваль у Торонто      | Приз ФІПРЕССІ за найкращий фільм програми «Відкриття» | Мбіті Мася                               | Перемога                                 |                                          |
| 2016                                     | Міжнародний кінофестиваль у Торонто      | Найкращий фільм програми «Відкриття»                  | Мбіті Мася                               | Номінація                                |                                          |
| 2017                                     | Міжнародний кінофестиваль у Клівленді    | Програма нових режисерів                              | Мбіті Мася                               | Номінація                                |                                          |
| 2017                                     | Міжнародний кінофестиваль у Фрібурі      | Гран-прі                                              | Мбіті Мася                               | Номінація                                |                                          |
| 2017                                     | Міжнародний кінофестиваль у Сіетлі       | Програма нових режисерів                              | Мбіті Мася                               | Номінація                                |                                          |
| 2018                                     | «Чорна бобина»                           | Найкращий іноземний фільм                             | «Каті-Каті»                              | Номінація                                |                                          |